# آلان محی‌الدین
آلان محی‌الدین (انگلیسی: Allan Mohideen؛ زادهٔ ۱۱ نوامبر ۱۹۹۳) بازیکن فوتبال اهل عراق-سوئد است.
وی همچنین در تیم ملی فوتبال عراق بازی کرده‌است.